# Squadra della Comunità del Pacifico di Coppa Davis
La squadra della Comunità del Pacifico di Coppa Davis (in inglese nota col nome Pacific Oceania) rappresenta la Comunità del Pacifico nella Coppa Davis, ed è posta sotto l'egida della Oceania Tennis Federation. Essa riunisce 22 paesi o territori del Pacifico, ovvero tutte quelle nazioni o territori facenti parte dell'Oceania escluse l'Australia e la Nuova Zelanda.
La squadra debuttò nella competizione nel 1995, e non ha mai fatto parte del Gruppo Mondiale. Nel 2012 è retrocessa al Gruppo III della zona Asia/Oceania.

## Organico 2012
Aggiornato al playoff retrocessione del Gruppo II contro il Libano del 6-8 aprile 2012.
- Cyril Jacobe (ATP #)
- Juan-Sebastian Langton (ATP #)
- Daniel Llarenas (ATP #)
- Aymeric Mara (ATP #)

Convocato nel 1º turno del Gruppo II contro le Filippine (10-12 febbraio).
- Michael Leong (ATP #1796)